# Brocchinia amazonica
Brocchinia amazonica es una especie del género Brocchinia. Esta especie es nativa de Brasil donde se encuentra en la Amazonia.

## Taxonomía
Brocchinia amazonica fue descrito por Lyman Bradford Smith  y publicado en Journal of the Bromeliad Society 34: 106, f. 4. 1984.
Etimología
Brocchinia: nombre genérico que fue otorgado en honor del naturalista italiano Giovanni Battista Brocchi.
amazonica: epíteto geográfico que alude a su localización en la Cuenca del Amazonas.